# Hecatesia fenestrata
Hecatesia fenestrata is een vlinder uit de familie van de uilen (Noctuidae). De wetenschappelijke naam van de soort is voor het eerst geldig gepubliceerd in 1829 door Jean Baptiste Boisduval.

## Kenmerken
De voorvleugels zijn zwart met twee witte banden. In de voorvleugel van het mannetje bevindt zich een veld zonder schubben, tegen de costa, waarop zich ribbels bevinden. Door deze ribbels tegen een uitsteeksel aan te wrijven maakt het mannetje in de vlucht een fluisterend of klikkend geluid. Verondersteld wordt dat dit geluid gebruikt wordt om vrouwtjes te lokken. De achtervleugels zijn oranje met een zwarte omranding. Het achterlijf is oranje, zwart en wit getekend. De poten en antennes zijn zwart-wit, de knoppen van de antennes zijn duidelijk wit.

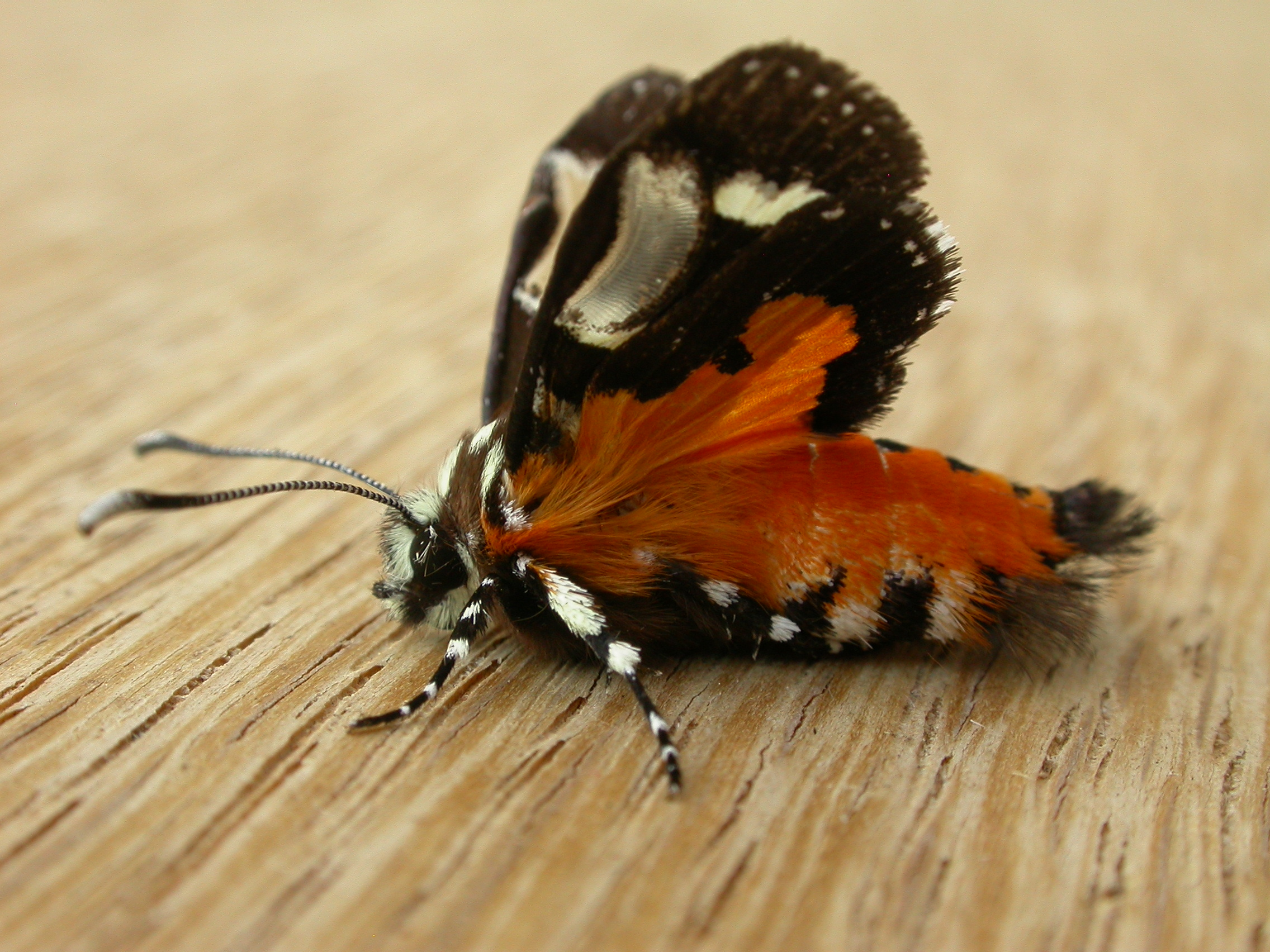
Mannetje vanaf de zijkant
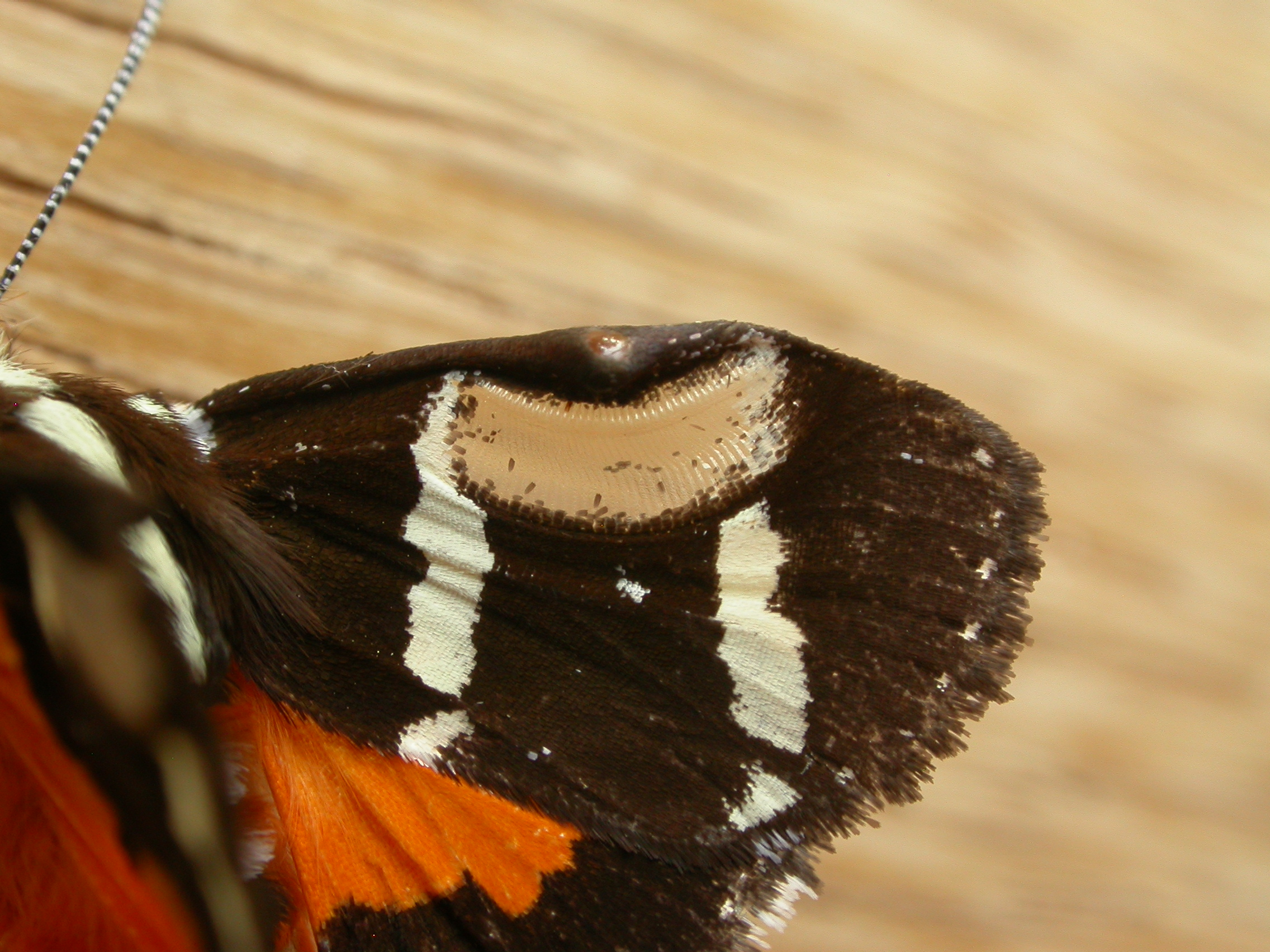
Vleugeldetail mannetje

## Leefwijze
De waardplant van de soort is Cassytha melantha (Lauraceae), waarvan de rups 's nachts eet. De rups heeft onregelmatige zwarte, oranje en bleekgele banden, een duidelijke gele lijn en aan de staart een rode vlek. Hij is zwakbehaard en kan tot 3 centimeter lengte uitgroeien.

## Voorkomen
De soort is endemisch in Australië en kan worden aangetroffen in het zuidoostelijke kwart.